# 怪談と踊ろう、そしてあなたは階段で踊る
『怪談と踊ろう、そしてあなたは階段で踊る』（かいだんとおどろう、そしてあなたはかいだんでおどる）は、竜騎士07の短編小説作品。講談社刊『ファウスト』2005年Vol.6（冬号）SIDE-A及びSIDE-Bに掲載。長らく単独での単行本化にはならなかったが、2012年に講談社の関連企業・星海社の星海社FICTIONSより発売されることとなった。
同じ原作者が主宰する同人サークル・07th Expansionの代表作『ひぐらしのなく頃に』と共通の世界観を有する。作品の舞台となった年代は特定されていないが、作品内の情景や描写から1970年代頃と見られる。
同社の漫画雑誌『月刊少年シリウス』で漫画化作品が連載された。

## あらすじ

### 前半パート
舞台は、1970年代頃とみられる某県鹿骨市（ししぼねし）内のある中学校。
受験勉強に追われる日々を過ごす少年 友宏は、覇気のない今時の中学生。ある日、叔母の優花が仕事の都合で、友宏の隣部屋に住むことになる。親友の博之・亨たちと賽銭箱の開錠ミッションを達成し、新たなスリルとロマンを求めていた三人は、自分たちの手で「学校の怪談」を作って人為的に「祟り」を起こそうと計画する。
教室の黒板に「骨」という字を書いて回ったり、精肉屋の骨をもらって教室内に置いたりするうちに、生徒たちの間にお骨サマの呪いの噂が蔓延していく。様々な追い風もあって賽銭箱への賽銭も増え、それを着服するようになる。お骨サマは生徒の間で浸透していき、生徒たちにより次々と新たな設定が加えられていく。
ある日、お骨サマの賽銭箱へ「5万円の賽銭」と共に、「田無美代子を呪ってください」という手紙が届く。博之と亨は数日間にわたって田無に悪戯をするが、その後もクラスメイトにより集中攻撃され、陰湿なイジメにエスカレートする。しかし、田無への呪いは衆人環視の中で行われたり、鍵のかかった自宅に入られたりと、クラスメイト達には実行不可能な状況であったことが判明する。
その後も、田無へのイジメがさらにエスカレートして、暴力と言えるほどになる。そんなある雨の日、立入禁止のプレハブ校舎の階段から田無が落下して、土に埋められたスコップにより意識不明の大怪我をしてしまう。ついに警察が介入し、事件としての捜査が始まるのであった。

### 後半パート
優花が、刑事としての捜査を開始する。事故現場のプレハブの階段は、校舎からは死角となっており目撃者はいない。事情を聞くにも、田無は意識不明になっており、その他めぼしい証拠もない。仕方なく優花は、事件の始まりである「黒板落書事件」の犯人を探し出そうとする。
友宏たちも犯人を突き止めようと行動するなか、田無と仲の悪かった佐藤理恵が浮かび上がる。佐藤にアリバイを聞くが、「静かな図書館で、一人で新聞を読んでいた」と言う。しかし、友宏は『ある矛盾』を挙げて、佐藤が図書館にいなかった事を指摘する。だが、佐藤は屋上にいて、階段から落下した田無を発見した第一発見者であったことを告白する。そして、「カバン事件」の目撃者も佐藤であったことが判明するが、いずれもいないはずの誰かによる犯行だと言う。田無の自作自演を疑うが、田無のメリットが存在しない。
友宏が、優花と「呪い」について話している最中、田無の意識が回復して「犯人は佐藤」だと供述したとの知らせがくる。その後、優花は事件について語らず、佐藤は登校しなくなり、プレハブ校舎も屋上も立入禁止となる。誰もが「佐藤が逮捕された」と噂する中、人が変わったように物静かで凄みを帯びた田無が復学する。田無は神聖視されるようになり、「お骨サマの呪い」は形を変え、田無の敵になった者に対して実行されるようになる。
友宏は、優花に「お骨サマの呪い」を作ったのは自分だと白状し、事件の真相について聞くのだった。

## 登場人物

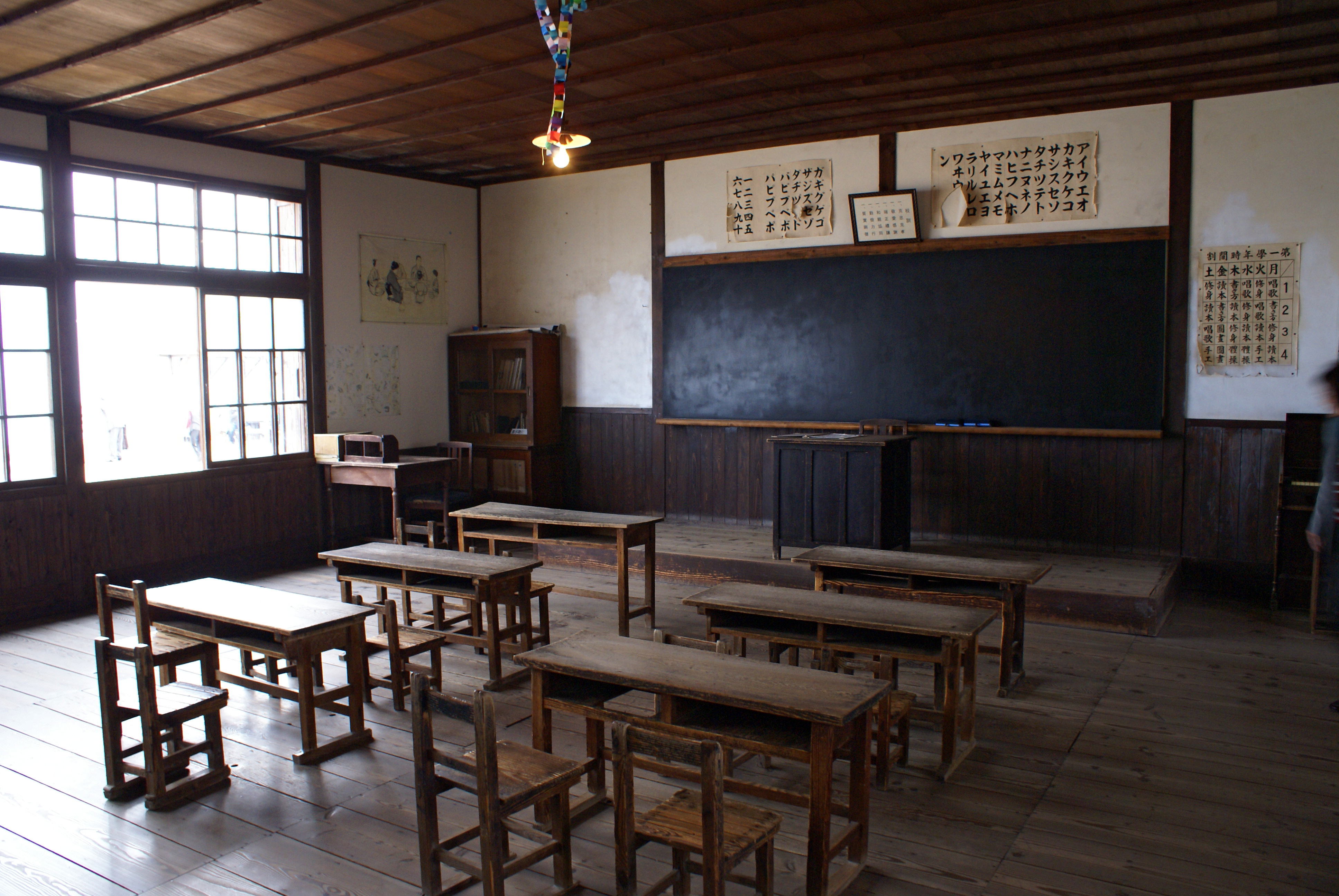
教室

宮島 友宏（みやじま ともひろ）
主人公の少年。3年A組。際立った夢もなければ覇気もない、今時の中学生。
部活はやっておらず、博之・亨ともに帰宅部らしく、普段の下校時には彼らと狸神社で無駄話をしている。他人と比べて、いささか卑屈で臆病な性格をしているが、他人への優しさや正義感も持ち合わせている。
優花に似て、なかなかの推理力とハッタリを見せるが、優花に言わせれば「推理の方向は合っているが、あと一歩の踏み込みが足りない」らしい。
宮島 優花（みやじま ゆか）
友宏の叔母。鹿骨署の刑事。刑事としての推理力と直感は、なかなか鋭いものがあり、本作における探偵役もつとめる。
父の兄弟の一人であるが、年齢は友宏に近く、20代後半と思われる。一見、朗らかで優しいお姉さんであるが、豪快な性格であり、大酒飲みで怪力である。子供時代には、近所で評判の悪戯っ子だったらしく、数々の武勇伝がある。友宏の隣の部屋に住み込むこととなり、友宏の相談に乗ったりしている。
博之（ひろゆき）
友宏の同級生。
亨（とおる）
友宏の同級生。
田無 美代子（たなし みよこ）
3年B組に在籍する、細身で背が高く、性格のきつそうな雰囲気の少女。
ヒステリックな性格で、クラスの中で浮いているらしく、親しい友達もいない。頭が良くて早熟な所があり、さらに美人で大人ぶる所などが、女子に嫌われていたらしい。両親は共働きで、鍵っ子である。友宏たちの悪戯をきっかけにして、「お骨サマの呪い」の集中攻撃によりイジメを受ける。
佐藤 理恵（さとう りえ）
3年B組に在籍する少女。
美代子とは小学校時代には普通の仲だったが、中学校に入ってからは犬猿の仲らしい。美代子とタメをはれるだけあって、頭は切れるらしい。性格は勝気だがサバサバとしており、男子相手でもズバズバと発言できるタイプ。ルックスが良くて、男子からも人気がある。昼休みには一人になるため、教室外にいる事が多かったことから、田無事件の犯人と疑われることになる。

## その他

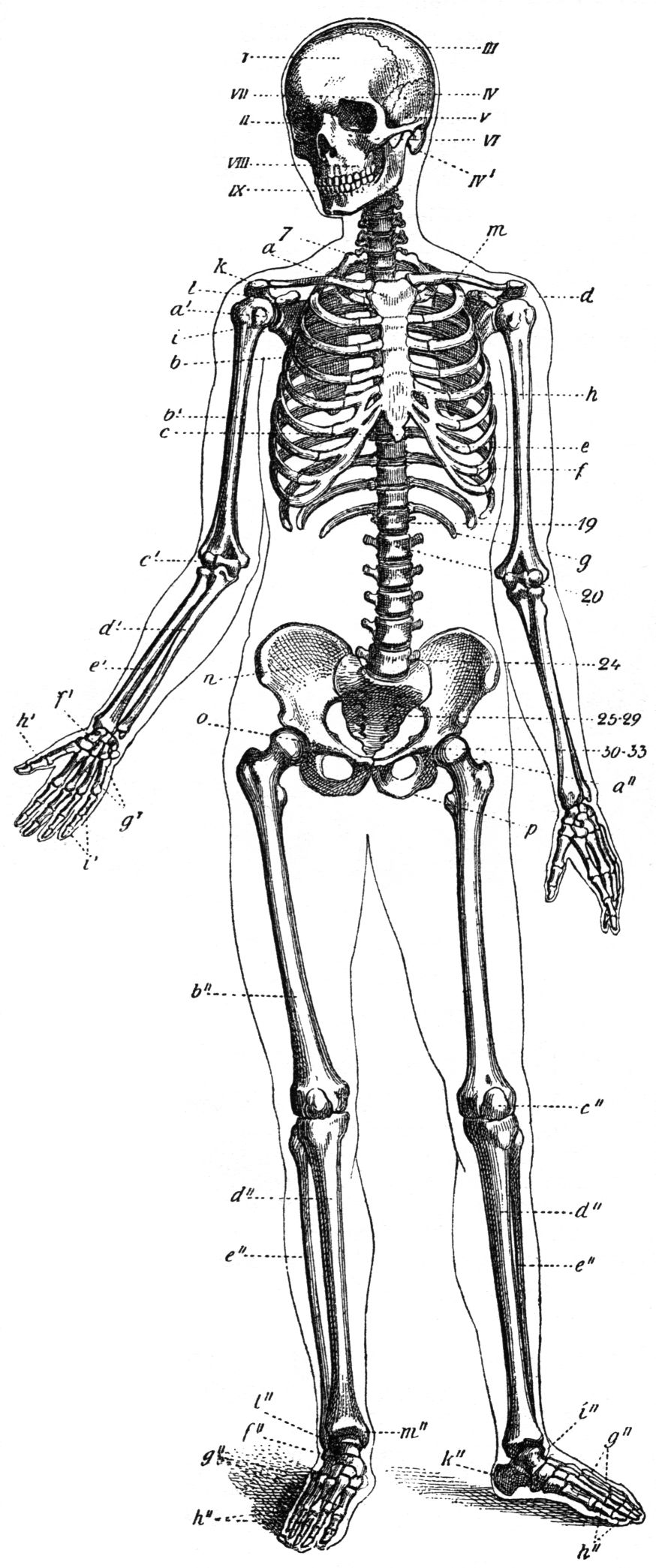
ヒトの骨格

鹿骨市
本作で登場する某県鹿骨市は、『ひぐらしのなく頃に』の雛見沢村のある土地と、まったく同じ舞台とされている。ちなみに、雛見沢村のモデルとなった場所は、岐阜県大野郡白川村である。
お骨サマの呪い
友宏たちが暇つぶしのために作った「学校の怪談」。
学校中の黒板に、「骨」という字が書かれたことから始まった。呪われた者は、机や鞄の中に骨を入れられてしまったり、不幸なことが起こるらしい。呪いの解除方法は、狸神社の賽銭箱に「お賽銭」をいれること。ただし、それなりの金額でないと駄目らしい。生徒たちにより、次々と新しい設定が作り出され、お骨サマのイラストなども作られた。
鷹野との同一性
登場人物の一人である田無美代子は、『ひぐらしのなく頃に』での鷹野三四の本名と同姓同名であり、性格・プロフィールも一致するが、田無が鷹野の中学生時代とすると、若干年齢があわない部分もある。

## 書誌情報
小説
- ファウスト
  - 2005年Vol.6（冬号）SIDE-A　2005年11月11日発売、ISBN 4-06-179586-4
  - 2005年Vol.6（冬号）SIDE-B　2005年12月23日発売、ISBN 4-06-179587-2
- 星海社FICTIONS
  - 2012年3月16日発売、ISBN 978-4-06-138825-3

漫画
- 作画：野沢ビーム
  - 2007年9月21日 初版発行、ISBN 978-4-06-373089-0

## 外部リンク

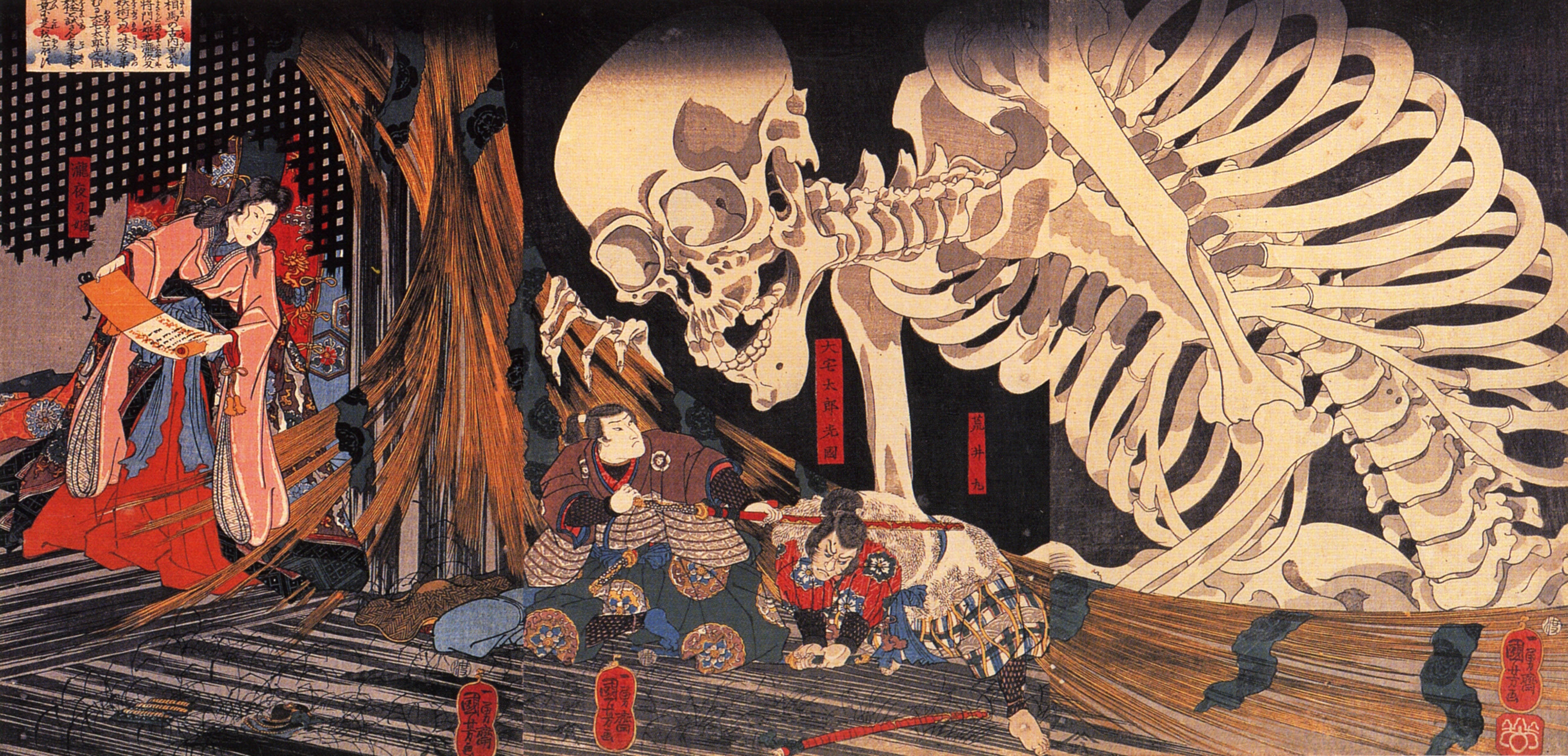
「相馬の古内裏」（歌川国芳画）